# 托德斯
托德斯（Tod's）是一家生产豪华鞋和其他皮革制品的意大利公司。
20世纪20年代末，菲利波·德拉·瓦莱（Filippo Della Valle）在一个地下室里开始了制鞋业务。菲利波·德拉·瓦莱的孙子迭戈·德拉·瓦莱扩大了生產车间，并将其变成了一家工厂。20世纪70年代开始，該工廠为美国百货公司生产鞋子。
迭戈·德拉·瓦莱在20世纪80年代成立Tod's、Hogan和Fay三個品牌。1990年代中期，高级奢侈品鞋子的制造商Roger Vivier被Tod's收购，并於2000年开始发展。